# Echidnopsis virchowii
Echidnopsis virchowii är en oleanderväxtart som beskrevs av Karl Moritz Schumann. Echidnopsis virchowii ingår i släktet Echidnopsis och familjen oleanderväxter. Inga underarter finns listade i Catalogue of Life.